# حسن الكاشف
حسن حسين علي الكاشف (وُلد في 12 يونيو 1944 في غزة – 13 سبتمبر 2020 في إسطنبول) كاتب وأديب وصحفي فلسطيني. عمل في الصحف الفلسطينية والعربية والدولية، ومراسلًا مونت كارو الدولية في العراق، ومقدمًا للبرامج في تلفزيون فلسطين، ولاحقًا مديرًا عامًا لقطاع غزة في وزارة الإعلام الفلسطينية. ووكيلًا لوزارة الثقافة الفلسطينية.

## وفاته
كانت قد انتشرت شائعاتٌ في نوفمبر 2011 حول وفاته، ولكن صرحت عائلته فيما بعد أنَّ المتوفي هو حفيده الذي يحمل نفس اسم جده.
تُوفي حسن الكاشف في 13 سبتمبر 2020 بمدينة إسطنبول في تركيا إثر مرضٍ عُضال. وكانت قد نعته سفارة دولة فلسطين لدى تركيا في بيانٍ لها، كما عزى الرئيس الفلسطيني محمود عباس بوفاته.